# Medaglia al difensore della patria (Ucraina)
La Medaglia al difensore della Patria (in ucraino: Медаль «Захиснику Вітчизни») è una medaglia commemorativa assegnata dall'Ucraina. È stata istituita l'8 ottobre 1999 con decreto presidenziale № 1299.

## Assegnazione
Essa viene concessa dal Presidente dell'Ucraina. La medaglia "Difensore della Patria" viene assegnata ai veterani di guerra che vivono in Ucraina, così come ai cittadini di altri paesi che hanno partecipato alla liberazione dell'Ucraina dall'occupazione nazista. Può essere assegnata ad altri cittadini ucraini che hanno compiuto atti di coraggio, proteggendo nel contempo l'interesse pubblico e rafforzando la difesa e la sicurezza dell'Ucraina.
La medaglia viene assegnata tramite un decreto del Presidente dell'Ucraina. È presentato dal Presidente, dai capi degli organi del potere esecutivo centrale e locale, dai capi delle formazioni militari e dai rappresentanti stranieri. La medaglia può essere assegnata postuma. La medaglia "Difensore della Patria" può essere revocata dal Presidente dell'Ucraina nei casi in cui il destinatario venga condannato per un grave crimine.
| Medaglia al difensore della Patria (1999-1915) | Nastro (1999-2015) | Medaglia al difensore della Patria (2015-) | Nastro (2015-) |
| ---------------------------------------------- | ------------------ | ------------------------------------------ | -------------- |
|                                                |                    |                                            |                |